# Tomboy (gruppo musicale)
I Tomboy sono stati un gruppo musicale norvegese attivo dal 1983 al 1991 e formato da Jan Sollesnes, Kalle Tangset, Øyvind Lerø, Per Hansmark, Terje Lerø e Torhild Sivertsen.

## Storia
Provenienti dal comune di Askøy vicino a Bergen, i Tomboy sono saliti alla ribalta a metà degli anni '80 grazie al loro album di debutto Time to Be Free, che ha raggiunto la 9ª posizione della classifica norvegese, ma è grazie al loro secondo album Back to the Beat che hanno ottenuto il loro maggior successo commerciale. Il disco ha infatti trascorso sei settimane consecutive in vetta alla classifica degli album più venduti in Norvegia e ha venduto più di 150 000 copie. I Tomboy hanno pubblicato due altri album prima del loro scioglimento: Shadows on the Wall, che ha raggiunto la 3ª posizione in classifica nel 1988, e Read My Lips, che si è fermato al 6º posto nel 1991.

## Formazione
- Torhild Sivertsen – voce
- Per Hansmark – cori, tastiere
- Kalle Tangset – sassofono, sintetizzatore
- Terje Lerø – basso, sintetizzatore
- Øyvind Lerø – chitarra, sintetizzatore
- Jan Sollesnes – batteria

## Discografia

### Album in studio
- 1985 – Time to Be Free
- 1987 – Back to the Beat
- 1988 – Shadows on the Wall
- 1991 – Read My Lips

### Raccolte
- 2005 – People Get Moving - The Best of Tomboy

### Singoli
- 1985 – Time to Be Free
- 1985 – Close to Me
- 1987 – People Get Moving
- 1987 – Danger of Love
- 1988 – King for a Day
- 1988 – These Lonely Nights
- 1991 – How Strong
- 1991 – Sweet Talking Boys/Real Thing